# 犬塚友輔
犬塚 友輔（いぬづか ゆうすけ、1983年12月13日 - ）は、静岡県浜松市中央区出身の元プロサッカー選手、サッカー指導者。ポジションはMF、DF。

## 来歴
磐田ユース時代は太田吉彰と同期で個人的にも親しかった。当時はボランチの選手だった。
静岡産業大学でも当初はボランチや1.5列目に置かれていたが、身体能力に秀でていることを買われて大学3年以降は専らFWとしてプレーし、フィジカルを生かした突破力で東海大学リーグ3連覇、インカレ3位に貢献した。また磐田とは練習試合の相手だけではなく、サテライトの試合に磐田の選手として出場。決定力と器用さ（貸し出された際はもっぱら中盤で起用されていた）を見せた。
2006年、磐田を含むJ数チームからのオファーを受けたが、本人の夢だったという磐田とプロ契約。同年途中に就任したアジウソン監督からは重用され、右サイドバックとして急激に出場機会を増やし、レギュラーに定着した。2007年途中に内山篤へ監督が交代した際に出場機会を一時失うも、ボランチとして再びアピールし、2008年シーズン終盤はボランチの定位置に定着するなど再度出場機会を得た。
2009年から監督に就任した柳下正明の評価は低く、大きく出場機会を減らす。2010年シーズンはベンチ入り4試合のみで出場機会が1試合もなく、同年オフに磐田から来季の契約非更新を通告された。
2011年、ヴァンフォーレ甲府へ完全移籍したが、同年限りで退団。
2012年、サガン鳥栖へ完全移籍。鳥栖では、DF登録されていた。ナビスコ杯5試合に出場し、5月の古巣磐田戦では2ゴールを決めて勝利に貢献した。だが、シーズンを通してアキレス腱痛や腰痛など故障に悩まされ、リーグ戦の出場は4試合にとどまり戦力外となった。
2013年8月、セリエD（イタリア5部）のASDリカータ・カルチョへ移籍。
2014年、アスルクラロ沼津へ完全移籍。その年で契約満了となった。
2015年、高知UトラスターFCへ完全移籍。
2016年、高知UトラスターFC、アイゴッソ高知が統合して出来た高知ユナイテッドSCに選手登録。副キャプテンに就任したが、1年限りで退団。
2017年1月、FC徳島セレステ（現・FC徳島）に移籍。
2019年、FC徳島の監督に就任し、クラブ史上初の6連勝などを記録するもJFL昇格を目指すクラブ改革のために、6月に新設された事業推進リーダーに転任。2020年より監督に復帰し2021年3節まで務める。
2022年より藤枝MYFCの女子サッカーチームであるルクレMYFCの監督に就任。

## 所属クラブ
- 1996年 - 1998年 浜松市立丸塚中学校
- 1999年 - 2001年 ジュビロ磐田ユース
- 2002年 - 2005年 静岡産業大学
- 2006年 - 2010年  ジュビロ磐田
- 2011年  ヴァンフォーレ甲府
- 2012年  サガン鳥栖
- 2013年  ASDリカータ・カルチョ（イタリア語版）
- 2014年  アスルクラロ沼津
- 2015年  高知UトラスターFC
- 2016年  高知ユナイテッドSC
- 2017年 - 2018年  FC徳島セレステ/FC徳島

## 個人成績
| 国内大会個人成績 | 国内大会個人成績 | 国内大会個人成績 | 国内大会個人成績 | 国内大会個人成績 | 国内大会個人成績 | 国内大会個人成績 | 国内大会個人成績 | 国内大会個人成績 | 国内大会個人成績 | 国内大会個人成績 | 国内大会個人成績 |
| 年度             | クラブ           | 背番号           | リーグ           | リーグ戦         | リーグ戦         | リーグ杯         | リーグ杯         | オープン杯       | オープン杯       | 期間通算         | 期間通算         |
| 年度             | クラブ           | 背番号           | リーグ           | 出場             | 得点             | 出場             | 得点             | 出場             | 得点             | 出場             | 得点             |
| 日本             | 日本             | 日本             | 日本             | リーグ戦         | リーグ戦         | リーグ杯         | リーグ杯         | 天皇杯           | 天皇杯           | 期間通算         | 期間通算         |
| ---------------- | ---------------- | ---------------- | ---------------- | ---------------- | ---------------- | ---------------- | ---------------- | ---------------- | ---------------- | ---------------- | ---------------- |
| 2002             | 静産大           | 23               | JFL              | 8                | 0                | -                | -                | -                | -                | 8                | 0                |
| 2006             | 磐田             | 33               | J1               | 14               | 2                | 0                | 0                | 3                | 1                | 17               | 3                |
| 2007             | 磐田             | 17               | J1               | 22               | 1                | 6                | 0                | 0                | 0                | 28               | 1                |
| 2008             | 磐田             | 17               | J1               | 29               | 1                | 6                | 0                | 0                | 0                | 35               | 1                |
| 2009             | 磐田             | 17               | J1               | 15               | 0                | 5                | 0                | 1                | 1                | 21               | 1                |
| 2010             | 磐田             | 17               | J1               | 0                | 0                | 0                | 0                | 0                | 0                | 0                | 0                |
| 2011             | 甲府             | 29               | J1               | 5                | 1                | 1                | 0                | 1                | 0                | 7                | 1                |
| 2012             | 鳥栖             | 13               | J1               | 4                | 0                | 5                | 2                | 0                | 0                | 9                | 2                |
| イタリア         | イタリア         | イタリア         | イタリア         | リーグ戦         | リーグ戦         | イタリア杯       | イタリア杯       | オープン杯       | オープン杯       | 期間通算         | 期間通算         |
| 2013-14          | リカータ         |                  | セリエD          |                  |                  |                  |                  | -                | -                |                  |                  |
| 日本             | 日本             | 日本             | 日本             | リーグ戦         | リーグ戦         | リーグ杯         | リーグ杯         | 天皇杯           | 天皇杯           | 期間通算         | 期間通算         |
| 2014             | 沼津             | 8                | JFL              | 13               | 1                | -                | -                | -                | -                | 13               | 1                |
| 2015             | 高知UT           | 33               | 四国             | 12               | 1                | -                | -                | -                | -                | 12               | 1                |
| 2016             | 高知U            | 10               | 四国             |                  |                  | -                | -                |                  |                  |                  |                  |
| 2017             | 徳島C            | 6                | 四国             |                  |                  | -                | -                |                  |                  |                  |                  |
| 通算             | 日本             | 日本             | J1               | 89               | 5                | 23               | 2                | 5                | 2                | 117              | 9                |
| 通算             | 日本             | 日本             | JFL              | 21               | 1                | -                | -                | 0                | 0                | 21               | 1                |
| 通算             | 日本             | 日本             | 四国             | 12               | 1                | -                | -                |                  |                  | 12               | 1                |
| 通算             | イタリア         | イタリア         | セリエD          |                  |                  |                  |                  | -                | -                |                  |                  |
| 総通算           | 総通算           | 総通算           | 総通算           | 122              | 7                | 23               | 2                | 5                | 2                | 150              | 11               |

その他の公式戦
- 2008年
  - J1・J2入れ替え戦 2試合0得点

- プロデビュー(Jリーグ) - 2006年8月12日 鹿島アントラーズ戦 (エコパスタジアム)
- プロ初ゴール(Jリーグ) - 2006年9月23日 大分トリニータ戦 (ヤマハスタジアム)